# سایمون وست
سایمون وست (انگلیسی: Simon West) کارگردان و تهیه‌کننده فیلم‌های سینمایی اکشن هالیوودی اهل بریتانیا است. وی در سال ۱۹۸۷ موزیک ویدئو هرگز دست از تو برنخواهم داشت را کارگردانی کرده است. از آثار برجسته او در سینما می‌توان به فیلم‌های هواپیمای محکومین، مهاجم مقبره و بی‌مصرف‌ها ۲ اشاره کرد.

## آثار کارگردانی
- هواپیمای محکومین (۱۹۹۷)
- دختر ژنرال (۱۹۹۹)
- لارا کرافت: مهاجم مقبره (۲۰۰۱)
- هنگامی که یک غریبه تماس می‌گیرد (۲۰۰۶)
- مکانیک (۲۰۱۱)
- بی‌مصرف‌ها ۲ (۲۰۱۲)
- دزدیده‌شده (۲۰۱۲)
- چاقوکش وحشی (۲۰۱۵)
- استراتون (۲۰۱۷)
- گریز از اسلحه (۲۰۱۷)
- اسکای فایر (۲۰۱۹)
- افسانه شکارچیان (۲۰۲۱)
- بی‌کران (۲۰۲۲) - مینی‌سریال
- پیرمرد (۲۰۲۴)
- عروس سرسخت (۲۰۲۵)